# Mariakapel (Leveroy, Deckersstraat)
De Mariakapel is een kapel in Leveroy in de Nederlandse gemeente Nederweert. De kapel staat op de hoek van de Deckersstraat met de Velterstraat ten zuidwesten van het dorp. Op ongeveer 1200 naar het oosten staat de Sint-Servaaskapel en op anderhalve kilometer naar het oosten een tweede Mariakapel aan de Liesjeshoek-Heerbaan.
De kapel is gewijd aan de heilige Maria.

## Geschiedenis
In 1919 werd de kapel door Godefridus van Roy gebouwd op de plaats waar eerder ook al een kapel gestaan had. Godefridus had jicht waardoor hij amper kon lopen en hij beloofde daarom dat als het beter zou gaan hij een kapel zou gaan bouwen op de plaats van de vervallen kapel. Toen hij genas maakte hij zijn belofte waar.
In 1979 werd de kapel gerenoveerd en kreeg toen ook een nieuw Mariabeeld. Het oude beeld was in de jaren voor de renovatie spoorloos uit de kapel verdwenen.

## Gebouw
De wit geschilderde bakstenen kapel (op zwart geschilderde plint) is opgetrokken op een rechthoekig grondplan en wordt gedekt door een verzonken zadeldak met pannen. Op de hoeken zijn er steunberen aangebracht, afgedekt door grijze afdekplaten, waarbij de steunberen aan de voorzijde overhoeks geplaatst zijn. In de link- en rechterzijgevel bevindt zich een rondboogvenster. In de achtergevel bevindt zich een gevelsteen die het jaartal 1919 aangeeft. De achtergevel en frontgevel zijn een puntgevel met verbrede aanzet en schouderstukken, waarbij op de top van de frontgevel een zwart ijzeren kruis geplaatst is. In de frontgevel bevindt zich de rondboogvormige toegang van de kapel, die bestaat uit een rechthoekige opening afgesloten met een sierhek met erboven een halfrond timpaan, waarbij de timpaan een ingemetselde plaquette bevat met de tekst:

Als gij dezen weg passeert, toon, dat gij Maria eert.

Van binnen is de kapel wit gepleisterd en heeft een tongewelf. Tegen de achterwand is het (onbeschilderde) altaar gemetseld, waarin aan de voorzijde twee ondiepe rondboogvormige nissen aangebracht zijn. Op het groene stenen altaarblad staat een groene sokkel met daarop een gepolychromeerd Mariabeeld, dat de heilige toont terwijl ze haar armen voor haar borst kruist en op een maansikkel (symbool voor kuisheid) staat en tegelijk een slang (symbool voor het kwaad) vertrapt. Ze draagt een blauw gewaad waaronder ze een rood onderkleed draagt. Op de achterwand zijn er gele korenaren en blauwe korenbloemen geschilderd, die Maria's zedigheid symboliseren, samen met een geschilderde tekst:

O, Maria, toon dat gij onze moeder zijt